# Мехмед Алагић
Мехмед Алагић (Сански Мост, 8. јул 1947 — Сански Мост, 7. март 2003) био је ратни генерал у Армији Републике Босне и Херцеговине. Током рата био је командант 3. и 7. корпусa Армије Републике Босне и Херцеговине, а након рата градоначелник Санског Моста.

## Биографија
Алагић је рођен у Фајтовцима код Санског Моста. Био је бивши активни официр ЈНА. Завршио је војну школу у Бањалуци 1970. године, а касније је предавао и био шеф Школе резервних официра, такође у Бањалуци. Године 1986, након завршених студија у Војној гимназији за виши штаб (Командно-штабна школа), Алагић постаје оперативни официр 36. механизоване бригаде. У децембру 1989. године постављен је за начелника штаба пешадијске бригаде у Зрењанину, која је била део Новосадског корпуса. Напустио је ЈНА 27. фебруара 1991. године у чину потпуковника. Дана 1. новембра 1993. године именован је за команданта Трећег корпуса Армије РБиХ и на том положају је остао до 26. фебруара 1994. године, када је преузео дужност команданта новооснованог Седмог корпуса Армије РБиХ.
Према хашкој оптужници, оптужен је за убиство, насиље над људским животом, сурово поступање, безобзирно уништавање градова, насеља и села које није оправдано војном нуждом, пљачку јавне или приватне имовине и уништавање или намерно оштећење институција посвећених религији (кршење закона и обичаја ратовања), као и намерно убијање, намерно наношење велике патње или озбиљне телесне или телесне повреде, нечовечно поступање, незаконито затварање цивила и опсежно уништавање имовине која није оправдана војном потребом.
Због његове смрти током суђења, међународни суд у Хагу зауставио је поступак против Алагића 21. марта 2003.
Познат је по војним акцијама на планини Влашић и градовима Купресу и Доњем Вакуфу.

## Референцe
1. ↑  http://www.icty.org/x/cases/hadzihasanovic_kubura/ind/en/had-ii010713e.pdf
2. ↑  „The Prosecutor v. Enver Hadžihasanović and Amir Kubura. IT-01-47 - Case Information Sheet” (PDF). United Nation's ICTY. Приступљено 23. 1. 2019.